# Patrik Olsson (racerförare)
Patrik Olsson, född 21 februari 1988, är en svensk racerförare

## Racingkarriär
Olsson började, efter att ha tävlat i flera år i karting, att köra Renault 5 Junior Sweden 2003. Han blev där tvåa totalt, bakom Alexander Graff, med åtta podieplatser, varav fyra segrar. 2004 körde han i Volvo S40 Challenge och även där blev han tvåa totalt, bakom vinnande Mikael Granlund. Till säsongen 2005 lämnade han Sverige och började tävla i det tyska mästerskapet ADAC Volkswagen Polo Cup. Han tog där under sin första säsong en pole position, två pallplatser och slutade sjua totalt. Han fortsatte i samma klass även 2006 och denna gången blev han, efter två segrar, tvåa totalt efter den andra svensken i mästerskapet, Jimmy Johansson.
Till 2009 var Olsson tillbaka i Sverige igen och karriären tog steget till Swedish Touring Car Championship. Han blev, tillsammans med Fredrik Ekblom, förare i teamet Team Biogas.se, som körde med biogasdrivna Volkswagen Scirocco. Han tog, under sin första säsong i teamet, en pallplats och slutplaceringen blev tolva. Han fortsatte i samma team även 2010, nu under ledning av Tommy Kristoffersson och hans team Kristoffersson Motorsport, och visade under hela säsongen en stark form. Han tog fem pallplatser och slutade sexa totalt.
Olsson stannade i Team Biogas.se även 2011, men lyckades då inte komma upp på pallen i något race. Han tog dock tre fjärdeplatser och slutade på nionde plats i förarmästerskapet.
| År                                               | Klass/Mästerskap                      | Team                         | Bil                 | Totalt/poäng | Bästa placering           |
| ------------------------------------------------ | ------------------------------------- | ---------------------------- | ------------------- | ------------ | ------------------------- |
| 2003                                             | Renault 5 Junior Sweden               | Mikael Hermansson Motorsport | Renault 5           | 2:a/87p      | Fyra segrar               |
| 2004                                             | Volvo S40 Challenge                   | Mikael Hermansson Motorsport | Volvo S40           | 2:a/191p     | ?                         |
| 2005                                             | ADAC Volkswagen Polo Cup              | Volkswagen Motorsport        | Volkswagen Polo     | 7:a/213p     | ?                         |
| 2006                                             | ADAC Volkswagen Polo Cup              | Volkswagen Motorsport        | Volkswagen Polo     | 2:a/340p     | Två segrar                |
| 2009                                             | Swedish Touring Car Championship      | Team Biogas.se               | Volkswagen Scirocco | 12:a/14p     | 2:a på Knutstorp (Race 2) |
| 2010                                             | Swedish Touring Car Championship      | Team Biogas.se               | Volkswagen Scirocco | 6:a/162p     | Tre andraplatser          |
| 2010                                             | Scandinavian Touring Car Cup          | Team Biogas.se               | Volkswagen Scirocco | 8:a/51p      | Två andraplatser          |
| 2011                                             | Scandinavian Touring Car Championship | Team Biogas.se               | Volkswagen Scirocco | 9:a/88p      | Tre fjärdeplatser         |
| Senast uppdaterad: 2011-10-04 (4848 dagar sedan) |                                       |                              |                     |              |                           |

## Externa länkar

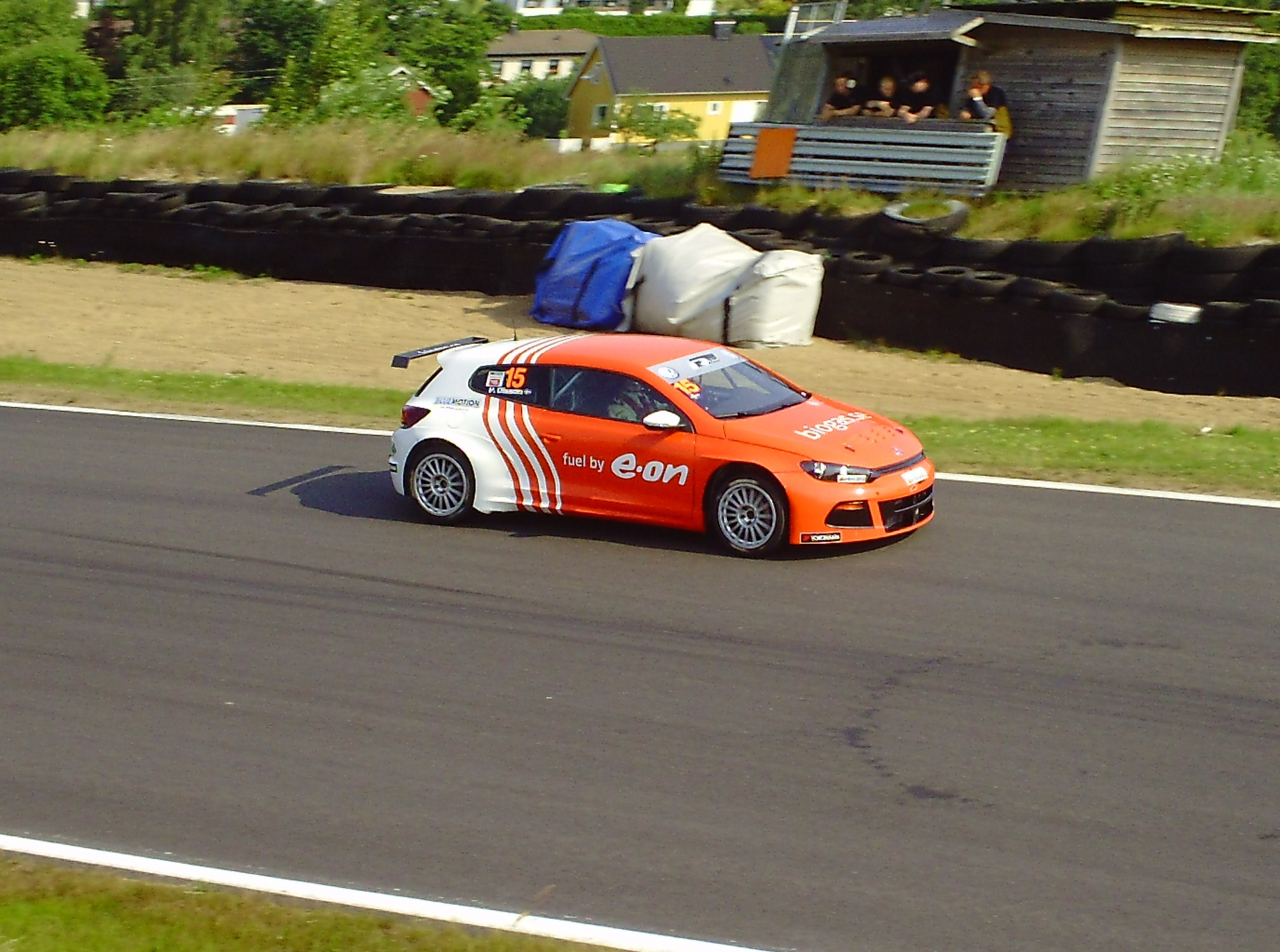
Patrik Olsson i Swedish Touring Car Championship på Falkenbergs Motorbana 2010.